# Diocesi di Vence
La diocesi di Vence (in latino Dioecesis Venciensis) è una diocesi soppressa della Chiesa cattolica.

## Territorio
La diocesi di Vence era delimitata dai fiumi Varo, Estéron e Loup e confinava con le diocesi di Nizza, Glandèves, Grasse e Fréjus.
Sede vescovile era la città di Vence, dove fungeva da cattedrale la chiesa della Natività di Maria, costruita a partire dall'XI secolo.
Nel 1754 la diocesi era suddivisa in sole 19 parrocchie.

## Storia
La diocesi fu eretta probabilmente nella seconda metà del IV secolo o nella prima parte del secolo successivo. I primi vescovi di Vence storicamente documentati parteciparono ai concili di Riez nel 439 e di Vaison nel 442.
Poco si conosce della diocesi dopo il VI secolo e dei suoi rapporti con la sede metropolitana di Embrun da cui dipendeva; solo a partire dall'XI secolo la serie dei vescovi di Vence si fa più continua. Secondo il cartulario di Lérins, in epoca imprecisata venne fondata sulle rive della Loup, presso Cagnes, l'abbazia di San Verano (abbaye Saint-Véran-du-Loup), dal nome del vescovo di Vence, che ebbe una parte importante nella decisione di unire le diocesi di Cimiez e di Nizza; distrutta durante le incursioni dei Saraceni, rifiorì nel X secolo, ottenendo diversi possedimenti in tutta la diocesi. Di questa abbazia oggi non resta più niente ed è pure incerto il luogo dove fosse ubicata.
Il 14 maggio 1431 il vescovo Louis de Glandevès, protestando la povertà della propria sede, ottenne da papa Eugenio IV l'unione della diocesi con quella di Senez; ma questo primo tentativo di unione non ebbe effetto.
Il 9 febbraio 1592 le diocesi di Vence e di Grasse furono unite, ma soltanto fino alla morte del vescovo Guillaume Le Blanc, dopo la quale tornarono ad avere vescovi distinti.
Il 20 dicembre 1639 il vescovo di Grasse Antoine Godeau fu eletto dal re di Francia alla cattedra di Vence. Successivamente sollecitò il ripristino dell'unione tra le diocesi di Vence e di Grasse, che papa Innocenzo X gli volle in un primo tempo concedere, poi per la scontentezza del clero e della città di Vence, il 10 novembre 1653 accettò la traslazione di Antoine Godeau da Grasse a Vence. Fu questo vescovo ad istituire il seminario diocesano.
La diocesi di Vence fu soppressa in seguito al concordato con la bolla Qui Christi Domini di papa Pio VII del 29 novembre 1801 e il suo territorio incorporato in quello dell'arcidiocesi di Aix. Nel 1822 il territorio che era appartenuto alla diocesi venne annesso alla restaurata diocesi di Fréjus; infine nel 1886 lo stesso territorio fu unito alla diocesi di Nizza.

## Cronotassi dei vescovi
- Eusebio † (prima del 374 circa - dopo il 394)
- San Juvenio † (menzionato nel 410 circa)
- Arcadio † (menzionato nel 439)
- Severo † (prima del 419 ? - dopo il 442)[3]
- San Verano † (prima del 451 - dopo il 465)[4][5]
- Prospero ? †
- Firmino ? †[6]
- Deuterio † (prima del 541 - 588 deceduto)[7]
- Fronimo † (588 - ?)
- Aureliano † (menzionato nel 630 o 644)[8]
- Liotaldo † (menzionato nell'868)
  - Waldeno † (circa 877) (vescovo eletto)
- Wiffredo o Utifredo † (prima di marzo 878 - ?)[9]
- Ugo † (896 - dopo l'898)
- Arnoul † (menzionato nel 987)[10]
- Durand † (circa 1033/1034 - dopo il 1056)
- Pierre I † (1093 - 1113)
- San Lamberto di Bauduen † (1114 - 26 maggio 1154 deceduto)
- Raimond I † (1154 - dopo il 1174)
- Guillaume Giraud † (menzionato nel 1079)
- Pietro (Grimaldi ?) † (prima del 1193 - circa 1210 deceduto)
- L. † (menzionato nel 1214)
- Raimond II † (menzionato nel 1220)[11]
- Guillaume Riboti † (1222 - 1253 dimesso)
- Pierre III † (menzionato nel 1263)
- Guillaume de Sisteron † (prima del 1270 - dopo il 1290)
- Pierre Malirat, O.P. † (prima del 1298 - dopo il 1304 deceduto)[12]
- Foulques Chatelmi, O.P. † (10 settembre 1325 - 6 settembre 1328 nominato vescovo di Tolone)
- Raymond IV, O.F.M. † (6 settembre 1328 - 10 gennaio 1334 nominato vescovo di Nizza)
- Arnaud Barcillon, O.F.M. † (7 febbraio 1334 - 1346 deceduto)
- Jean Coci, O.E.S.A. † (6 agosto 1347 - 14 agosto 1348 nominato vescovo di Grasse)
- Guillaume Ribati, O.Carm. † (22 ottobre 1348 - 1360 deceduto)
- Étienne de Digne † (29 ottobre 1361 - 1365 deceduto)
- Boniface du Puy † (14 novembre 1373 - circa 1379 nominato vescovo titolare di Semgallia)
- Jean II Abrahardi, O.P. † (30 luglio 1384 - 1404 deceduto)[13]
- Raphaël I † (1404 - ?)
- Jean III † (1409 - ?)[14]
- Paul de Caire † (20 marzo 1415 - 27 marzo 1427 nominato vescovo di Glandèves)
- Louis de Glandevès † (17 marzo 1427 - 1439 deceduto)
- Antoine Sabranti † (14 marzo 1440 - 1462 ? deceduto)
- Raphaël Monso, O.S.A. † (14 aprile 1462 - 2 ottobre 1491 deceduto)
- Jean de Vesc † (2 dicembre 1491 - 25 febbraio 1495 nominato vescovo di Agde)
- Aimar de Vesc † (25 febbraio 1495 - 1504 o 1508 deceduto)
  - Alessandro Farnese † (18 febbraio 1508 - 5 giugno 1510, poi eletto papa con il nome di Paolo III) (amministratore apostolico)
- Jean-Baptiste Bonjean (o Beaujean) † (5 giugno 1510 - 1522 deceduto)
- Robert Cénalis (o Ceneau) † (22 dicembre 1522 - 20 giugno 1530 nominato vescovo di Riez)
- Balthazar de Jarente † (3 agosto 1530 - 11 maggio 1543 nominato vescovo di Saint-Flour)
- Nicolas de Jarente † (11 maggio 1543 succeduto - 2 ottobre 1555 deceduto)
- Jean-Baptiste Raimbaud de Simiane † (28 settembre 1556 - 7 febbraio 1560 nominato vescovo di Apt)
- Louis Grimaldi de Beuil † (13 marzo 1560 - 1575 dimesso)
- Audin de Garidelli † (17 giugno 1575 - 23 aprile 1588 deceduto)
  - Sede vacante (1588-1592)
- Guillaume Le Blanc † (14 febbraio 1592 - 29 novembre 1601 deceduto)[15]
- Pierre du Vair † (15 aprile 1602 - 28 giugno 1638 deceduto)
  - Sede vacante (1638-1653)
- Antoine Godeau † (10 novembre 1653 - 17 aprile 1672 deceduto)
- Louis de Thomassin † (17 aprile 1672 succeduto - 20 aprile 1682 nominato vescovo di Sisteron)
- Théodore-Germain Allart, O.F.M.Rec. † (8 giugno 1682 - 13 dicembre 1685 deceduto)
  - Sede vacante (1685-1693)
- Jean-Baltazar de Cabanes de Viens † (12 ottobre 1693 - 9 maggio 1697 deceduto)
- François Balbe de Berton de Crillon † (20 novembre 1697 - 17 settembre 1714 nominato arcivescovo di Vienne)
- Ennemond-Flodoard Moret de Bourchenu † (19 novembre 1714 - 23 aprile 1728 dimesso)
- Jean-Baptiste Surian, C.O. † (24 aprile 1728 - 3 agosto 1754 deceduto)
- Jacques de Grasse † (17 febbraio 1755 - 20 gennaio 1759 dimesso)
- Gabriel-François Moreau † (4 aprile 1759 - 9 aprile 1764 nominato vescovo di Mâcon)
- Michel-François de Couët du Vivier de Lorry † (9 aprile 1764 - 11 settembre 1769 nominato vescovo di Tarbes)
- Jean de Cairol de Madaillan † (29 gennaio 1770 - 16 dicembre 1771 nominato vescovo di Grenoble)
- Antoine-René Bardonnenche † (27 gennaio 1772 - 6 ottobre 1783 deceduto)
- Charles-François-Joseph Pisani de La Gaude † (15 dicembre 1783 - 17 ottobre 1801 dimesso)